# Química da dor

## Introdução
A sensação de dor é muito importante para a sobrevivência. Segundo Grangeiro et al. (2008), a International Association for the Study of Pain define dor como sendo uma “experiência sensorial e emocional desagradável que é associada ou descrita em termos de lesões teciduais”. Estímulos que provoquem lesão tecidual conduzem à dor, como calor, frio, pressão e movimentos bruscos. A injúria tecidual, com a decorrente resposta inflamatória, normalmente relaciona-se com a sensação de dor devido à redução do limiar doloroso a estímulos térmicos, mecânicos ou químicos em virtude da sensibilização dos nociceptores. Esta condição é chamada de hiperalgesia, ou seja, uma resposta aumentada a um estímulo que é normalmente doloroso. A hiperalgesia está associada, em parte, à ação de mediadores inflamatórios proteicos, como as citocinas, e lipídicos, como prostaglandinas que, em conjunto com outras substâncias liberadas, são responsáveis pela manutenção e amplificação da resposta imunológica. Substâncias como prostaglandinas possuem a capacidade de sensibilizarem os nociceptores, reduzindo o limiar de excitabilidade destes receptores e ajudando na ação de substâncias álgicas, ou seja, aquelas que estimulam diretamente os nociceptores. Portanto, prostaglandinas são classificadas como substâncias hiperalgésicas. Abaixo, encontram-se os mecanismos de síntese de substâncias hiperalgésicas e como são capazes de provocarem dor.  

## Cicloxigenases e Síntese de Prostaglandinas
Os compostos da família das prostaglandinas, dos leucotrienos e tromboxanos são classificados como eicosanoides. Eicosanoides são derivados de ácidos graxos e variam grandemente quanto aos efeitos que provocam em diferentes tecidos de vertebrados. Todos os eicosanoides derivam do ácido poliinsaturado de 20 carbonos, ácido araquidônico, 20:4 (∆5,8,11,14), do qual provém seu nome genérico (do grego eikosi, “vinte”).
A síntese de eicosanoides inicia-se por diversos estímulos, como químicos ou mecânicos, que ativam receptores de membrana acoplados a uma proteína regulatória (proteína G), resultando na ativação da fosfolipase A2 ou no aumento dos níveis intracelulares de íons Ca2+. A fosfolipase A2 cliva fosfolipídios de membrana, especialmente fosfatidilcolina e fosfatidiletanolamina, para liberar o ácido araquidônico. O ácido araquidônico sintetizado e liberado será substrato para duas vias enzimáticas distintas: a via das cicloxigenases, responsável pela síntese de prostaglandinas e de tromboxanos, e a via das lipoxigenases, responsável pela síntese de leucotrienos, lipoxinas e outras substâncias (Figura 1). 
A cicloxigenase (COX) é a enzima fundamental responsável por um dos passos sequenciais na síntese de prostaglandinas, sendo também denominada de Prostaglandina Endoperóxido Sintetase. A enzima foi isolada em 1976. Identificou-se, em 1991, um gene que codificava uma segunda isoforma da enzima, sendo esta chamada de cicloxigenase-2. Hoje, já se sabe que existem dois genes que expressam duas isoformas da enzima: a cicloxigenase-1 (COX-1) e a cicloxigenase-2 (COX-2). A estrutura proteica primária de ambas as isoformas é semelhante e as enzimas realizam basicamente a mesma reação. 

A COX-1, a primeira isoforma a ser identificada, é constitutiva, isto é, está presente nas células em condições fisiológicas, sendo encontrada em vasos sanguíneos, plaquetas, estômago e rins, principalmente. A COX-1 induz a síntese de prostaglandinas que apresentam papel importante na regulação de funções fisiológicas como citoproteção da mucosa gástrica, homeostasia renal e função plaquetária. A COX-2 é a isoforma indutível, ou seja, é expressa em resposta a estímulos inflamatórios, como na presença de citocinas (interleucina-1, interleucina-2, fator alfa de necrose tumoral) e de outros fatores e encontra-se em células envolvidas no processo inflamatório como macrófagos e monócitos. A COX-1 e COX-2 são proteínas integrais, ou seja, proteínas ligadas permanentemente à membrana, e se encontram na camada interna da bicamada lipídica de fosfolipídios da membrana celular. As isoformas apresentam homologia genética de aproximadamente 60% em suas regiões codificantes, e seus genes localizam-se nos cromossomos 9 (COX-1) e 1 (COX-2). Todos os resíduos de aminoácidos caracterizados como fundamentais para a atividade catalítica das enzimas são preservados entre as isoformas (Figura 2).  

As COXs possuem duas atividades diferentes. Inicialmente, a enzima, por sua atividade cicloxigenase, oxida e cicliza o ácido araquidônico em um intermediário endoperóxido cíclico instável designado prostaglandina G2 (PGG2). Logo após, a mesma enzima, por sua atividade peroxidase, reduz a PGG2 em prostsglandina H2 (PGH2) (Figura 3). É importante saber que o local ativo da COX com a atividade cicloxigenase encontra-se em um longo canal hidrofóbico formado no centro de alfa-hélices associadas à membrana. Desta maneira, o ácido araquidônico tem acesso direto ao local ativo sem sair da membrana. A PGG2 e PGH2, que são instáveis e apresentam pouca atividade, serão substratos para a formação de diversas prostaglandinas (PGE2, PGD2, PGF2), prostaciclina (PGI2) e tromboxano A2 (TXA2), chamados eicosanoides.  
As prostaglandinas possuem um anel de cinco membros que provém da cadeia do ácido araquidônico (Figura 4). De maneira geral, as prostaglandinas atuam em receptores acoplados a proteína G, resultando na estimulação de sistemas efetores responsáveis pela liberação de segundos mensageiros em diversos tecidos. Estes receptores podem ser denominados como EP, DP, FP, IP e TP, segundo seus respectivos ligantes eicosanoides: PGE2, PGD2, PGF2, PGI2, TXA2, respectivamente. Em termos moleculares, geralmente a ativação de receptores EP2, EP3, EP4, DP e IP, levam à ativação da adenilato ciclase, provocando um aumento da concentração intracelular de  adenosina-3’, 5’-monofosfato cíclico (AMPc). A ativação dos receptores EP1, FP e TP leva à ativação da fosfolipase C, ocorredo a formação de diacilglicerol e 1,4,5-trifosfato de inositol, que resulta na ativação de reações em cascata de proteínas quinases e aumento intracelular de íons Ca2+.   

## Função das prostaglandinas em geral
Segundo Nelson e Cox (2002) e Carvalho et al (2004), por regularem a síntese de AMPc e a concentração de íons Ca2+, as prostaglandinas afetam um amplo espectro de funções celulares e tissulares, incluindo, vasodilatação e vasoconstrição; contração ou relaxamento da musculatura brônquica e uterina durante menstruação e parto; hipotensão; ovulação; metabolismo ósseo; afetam o fluxo sanguíneo a órgãos específicos, o ciclo sono-vigília e as sensibilidades de certos tecidos a hormônios, como epinefrina e glucagon; proteção da mucosa gástrica; inibição da secreção ácida gástrica; resposta imunológica; hiperalgesia, entre outros.  

## Função das prostaglandinas na inflamação e hiperalgesia
As prostaglandinas quando liberadas executam importante papel na formação dos sinais e sintomas da inflamação. Segundo Grangeiro et al (2008), dentre as diversas prostaglandinas produzidas, PGE2 e PGI2 representam os principais mediadores inflamatórios. Foi demonstrado em estudos de Ferreira (1979) que essas prostaglandinas são hiperalgésicas, isto é, substâncias que não provocam dor de modo direto, porém potencializam a resposta nociceptiva produzida por bradicinina e histamina. Constatou-se nesses estudos que  PGE2 e PGI2 são capazes de hipersensibilizar os nociceptores das fibras C a alguns estímulos, como mecânicos e químicos.  
Apesar de os eventos moleculares envolvidos na hiperalgesia ainda necessitarem de elucidações, evidências propõem que níveis intracelulares elevados de AMPc e íons Ca2+ estão associados com a regulação positiva dos nociceptores. Desta forma, a colaboração das prostaglandinas para o desenvolvimento da dor é tanto periférica quanto central. Perifericamente, esses mediadores elevam a sensibilidade de terminações nervosas sensoriais, os nociceptores. Através da ativação de receptores EP, inicia-se uma sequência de fosforilações de canais de sódio por proteína quinase A, nos terminais do nociceptor, aumentando a excitabilidade, diminuindo o limiar da dor e intensificando a ação de estímulos dolorosos como o calor ou bradicinina. Segundo Grangeiro et al(2008), constatou-se na década de 1990 que as prostaglandinas cumprem seus efeitos pró-nociceptivos, em parte, atuando no sistema nervoso central (SNC), principalmente ao nível de medula espinhal. Segundo Carvalho et al (2004), tem sido demonstrado que as prostaglandinas são sintetizadas em neurônios e vasos do SNC atuando em várias funções centrais, como o controle do sono e da vigília, a termogênese febril e a transmissão nociceptiva. Segundo Ferreira e Lorenzeti (1996), a injeção intratecal de PGE2 determinou profunda sensibilização dolorosa em modelos experimentais de comportamento.  Portanto, pode-se observar que prostaglandinas estão grandemente envolvidas com as vias da dor.   

## Inibidores das Cicloxigenases

Figura 5: Estrutura da molécula de salicina. Adaptado de: Os botões de Napoleão: as 17 moléculas que mudaram a história.

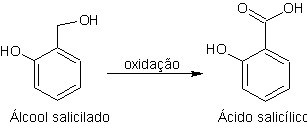
Figura 6: Oxidação do ácido salicilado em ácido salicílico. Adaptado de: Os botões de Napoleão: as 17 moléculas que mudaram a história.

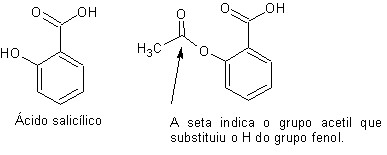
Figura 7: Ácido salicílico e ácido acetilsalicílico - principais diferenças. Adaptado de: Os botões de Napoleão: as 17 moléculas que mudaram a história.

Em 1893, Felix Hofmann, um químico que trabalhava para a companhia Bayer, decidiu investigar as propriedades de compostos relacionados com o ácido salicílico, uma molécula obtida da salicina, que possuía propriedades analgésicas, sendo isolada originalmente da casca de árvores do gênero do salgueiro (Salix), em 1827 (Figura 5). A salicina é capaz de se decompor em: glicose e ácido salicilado, que pode ser oxidado em ácido salicílico (Figura 6). O ácido salicílico é capaz de baixar a febre e amenizar a dor, além de ser antiinflamatório e muito mais potente do que a salicina, encontrada naturalmente no gênero Salix. Porém por ser muito irritante para a mucosa gástrica, a salicina teve seu valor medicinal reduzido. O interesse de Hofmann em moléculas como o ácido salicílico nasceu em virtude de sua preocupação com o pai, que possuía artrite reumatoide, sendo pouco aliviada com a administração de salicina. A perspectiva de que as propriedades antiinflamatórias do ácido salicílico permanecem, porém as corrosivas diminuíssem, motivou Hofmann a dar ao pai um derivado do ácido salicílico – o ácido acetilsalicílico (AAS). No AAS, o grupo acetila (CH3CO) substitui o H do grupo fenólico OH do ácido salicílico (Figura 7). A molécula de fenol, por ser ácida, era capaz de irritar a mucosa gástrica; possivelmente Hofmann avaliou que a conversão do grupo OH presente no anel aromático num grupo acetila poderia reduzir suas características irritantes. O experimento de Hofmann foi bem-sucedido, pois a forma acetilada do ácido salicílico provou ser eficaz e bem tolerada, convencendo a companhia Bayer, em 1899, a comercializar pequenas quantidades de “aspirina”, nome comercial do ácido acetilsalicílico, em pó. 
Desde essa época, os agentes antiinflamatórios não esteroidais (AINES) ocupam a classe de medicamentos mais amplamente prescrita e utilizada em todo o mundo. No entanto, o mecanismo de ação desses agentes só foi elucidado em 1971, quando o médico e farmacologista britânico John Vane, laureado com o Prêmio Nobel da Medicina em 1982, propôs que os AINES, como a aspirina, inibiam a COX, impedindo a síntese de prostaglandinas e prevenindo a sensibilização de nociceptores.  
Os efeitos terapêuticos (analgésicos, antitérmicos e antiinflamatórios) e os efeitos indesejáveis (toxicidade gastrintestinal e renal) apresentados pelos inibidores da COX se devem à inibição da produção de prostaglandinas. A descoberta da COX-2, isoforma induzida e expressa preferencialmente durante o processo inflamatório, inspirou a pesquisa para o desenvolvimento de medicamentos mais seletivos e menos tóxicos e estimulou o surgimento de uma nova classe de antiinflamatórios, denominados COXIBs – inibidores seletivos da COX-2. Esses compostos diferem-se dos AINES convencionais, que possuem potência similar sobre as duas isoformas ou inibem preferencialmente a COX-1. Os COXIBs dispõem de eficácia analgésica e antiinflamatória similar aos AINES, no entanto oferecem maior tolerabilidade gastrintestinal.  
Os primeiros representantes dos COXIBs a entrarem no mercado foram o celecoxib e rofecoxib, em 1999. A segunda geração de COXIBs compreende valdecoxib, etoricoxib, parecoxib (um pró-fármaco injetável do valdecoxib) e lumiracoxib. Estes compostos possuem algumas diferenças em sua estrutura química. Diferentemente dos AINEs convencionais que apresentam um grupo carboxila na sua estrutura, celecoxib, valdecoxib e parecoxib são sulfonamidas; rofecoxib e etoricoxib são metilsulfonas, enquanto lumiracoxib é um derivado do ácido fenilacético. Os anéis contendo os grupamentos sulfídrilicos dos COXIBs ligam-se fortemente ao canal catalítico da COX-2 e interagem fracamente com o sítio ativo da COX-1, segundo  Kurumbail et al. (1996).   
Alguns estudos multicêntricos foram realizados a fim de avaliar determinados COXIBs, como celecoxib e rofecoxib. Estes estudos demonstraram menor incidência de eventos e complicações gastrintestinais em pacientes comparando-se à determinados AINES, como ibuprofeno e naproxeno. Entretanto, os graves efeitos cardiovasculares de alguns inibidores seletivos da COX-2 evidenciados a partir de ensaios clínicos multicêntricos obrigaram a retirada de rofecoxib, em setembro de 2004, e de valdecoxib, em abril de 2005, do mercado pelas companhias farmacêuticas.   As pesquisas vêm recebendo incentivos a fim de que sejam formuladas novas estratégias que reduzam os riscos e elevem a tolerabilidade e segurança destes fármacos. 